# George den Boon
George den Boon (Lekkerkerk, 28 november 1919 - Waalsdorpervlakte, 13 maart 1941) was een Nederlands verzetsstrijder tijdens de Tweede Wereldoorlog.
Den Boon was ijzerwerker op een scheepswerf en sloot zich aan bij de Geuzengroep rondom Bernardus IJzerdraat waar hij luitenant was. Hij verrichtte diverse verzetsdaden maar werd reeds spoedig door de Duitse bezetter opgepakt.
Van 28 november 1940 tot zijn dood zat Den Boon opgesloten in het Huis van Bewaring in Scheveningen ('Oranjehotel'). Hij was gearresteerd wegens het in bezit hebben van springstof. In het zogenaamde Geuzenproces werd hij ter dood veroordeeld en daarna op de Waalsdorpervlakte gefusilleerd.
George den Boon is een van de achttien in het gedicht Het lied der achttien dooden van Jan Campert.
In Schiedam is een plein naar hem vernoemd en in Vlaardingen staat een herdenkingsmonument ter herinnering aan alle omgekomen geuzen. 
Sinds 2014 heeft ook Lekkerkerk een herdenkingsmonument voor de vijftien omgekomen geuzen. Met dank aan de jongste zus van George die zijn levensverhaal liet vastleggen in het boek "De jongste van de achttien doden". Daarna heeft burgemeester Van der Kluit zich sterk gemaakt voor de komst van het herdenkingsmonument. Het plein waarop het monument te vinden is, is hernoemd naar "Geuzenplein".